# Дарівка (Ковельський район)
Да́рівка — село в Україні, у Голобській селищній територіальній громаді Ковельського району Волинської області. Населення становить 412 осіб.

## Історія
До 14 серпня 2015 року село входило до складу Новомосирської сільської ради Ковельського району Волинської області.

## Населення
Згідно з переписом УРСР 1989 року чисельність наявного населення села становила 409 осіб, з яких 198 чоловіків та 211 жінок.
За переписом населення України 2001 року в селі мешкало 409 осіб.

### Мова
Розподіл населення за рідною мовою за даними перепису 2001 року:
| Мова       | Відсоток |
| ---------- | -------- |
| українська | 99,27 %  |
| російська  | 0,73 %   |